# A jó fiúk feketében járnak
A jó fiúk feketében járnak vagy A jók feketében járnak (eredeti cím: Good Guys Wear Black) 1978-ban bemutatott amerikai harcművészeti akciófilm, melyet Ted Post rendezett. A főbb szerepekben Chuck Norris, Anne Archer és Lloyd Haynes látható.
Az Amerikai Egyesült Államokban 1978. június 2-án mutatták be.

## Cselekmény
1973-ban Conrad Morgan amerikai szenátor diplomataként tárgyalásokat folytat Észak-Vietnámmal a vietnámi háború lezárásáról. Morgan Párizsban alkut köt Kuong Yennel, a vietnámiak közvetítőjével: Yen szabadon enged fogságba esett CIA-ügynököket, cserébe Morgan halálos küldetésre küldi a Fekete Tigrisek nevű elit CIA-alakulatot. A gyanútlan Fekete Tigrisek meg is érkeznek Vietnám őserdeibe, azzal a megbízással, hogy amerikai hadfoglyokat szabadítsanak ki. Azonban csapdába esnek, melyből csak vezetőjük, John T. Booker őrnagy rátermettsége miatt sikerül súlyos veszteségek árán kimenekülniük.
Öt évvel később Booker Los Angelesben él és az UCLA professzoraként dolgozik. Az egyetemen az amerikaiak vietnámi beavatkozása ellen száll síkra, szerinte az Államoknak sosem lett volna belebonyolódnia a háborúba. Egy nap felbukkan egy Margaret nevű riporternő és kérdezősködni kezd Booker korábbi küldetéséről. 
Booker nemsokára azzal szembesül, hogy egykori bajtársaira ismeretlen támadók vadásznak, egyesével gyilkolva meg őket. A közben a szeretőjévé vált Margaret segítségével nyomozásba kezd, miközben ő maga is célponttá válik, a szálak pedig a külügyminiszteri posztra pályázó Morganhez vezetnek.

## Szereplők
| Szerep                                         | Színész           | Magyar hang             | Magyar hang             |
| Szerep                                         | Színész           | 1. szinkron (1990–1991) | 2. szinkron (1997–2000) |
| ---------------------------------------------- | ----------------- | ----------------------- | ----------------------- |
| John T. Booker őrnagy                          | Chuck Norris      | Jakab Csaba             | Szabó Sipos Barnabás    |
| Margaret                                       | Anne Archer       | Csere Ágnes             | Kéri Kitty              |
| Conrad Morgan szenátor                         | James Franciscus  | Balázsi Gyula           | Balázsi Gyula           |
| Murray Saunders                                | Lloyd Haynes      | Kránitz Lajos           | Sinkovits-Vitay András  |
| Edgar Harolds                                  | Dana Andrews      | Perlaki István          | Uri István              |
| Albert, ajtónálló                              | Jim Backus        |                         |                         |
| Mike Potter, a Fekete Tigrisek tagja           | Lawrence P. Casey | Szabó Sipos Barnabás    |                         |
| Gordie Jones, a Fekete Tigrisek tagja          | Anthony Mannino   |                         | Varga Tamás             |
| Mhin Van Thieu őrnagy, a Fekete Tigrisek tagja | Soon-Tek Oh       | Dimulász Miklós         | R. Kárpáti Péter        |
| Lou Goldberg, a Fekete Tigrisek tagja          | Joe Bennett       |                         |                         |
| Joe Walker, a Fekete Tigrisek tagja            | Jerry Douglas     |                         |                         |
| Holly Washington, a Fekete Tigrisek tagja      | Stack Pierce      | Kassai Károly           |                         |
| Mitch, a Fekete Tigrisek tagja                 | Michael Payne     |                         |                         |
| Steagle, a Fekete Tigrisek tagja               | David Starwalt    |                         |                         |
| Al, a Fekete Tigrisek tagja                    | Aaron Norris      |                         |                         |
| Hank, a Fekete Tigrisek tagja                  | Don Pike          |                         |                         |
| Finney, a Fekete Tigrisek tagja                | Benjamin J. Perry |                         |                         |

## Fordítás
- Ez a szócikk részben vagy egészben  a   Good Guys Wear Black című angol Wikipédia-szócikk ezen változatának fordításán alapul.  Az eredeti cikk szerkesztőit annak laptörténete sorolja fel. Ez a jelzés csupán a megfogalmazás eredetét és a szerzői jogokat jelzi, nem szolgál a cikkben szereplő információk forrásmegjelöléseként.